# Чемпионат Доминики по футболу
Премьер-лига Доминики (англ. Dominica Premiere League) — высшая футбольная лига в Доминике. Основана в 1970 году.

## Формат соревнования
Начиная с сезона 2016/17 в лиге принимает участие 10 команд. Они играют между собой 18 матчей (домашние и выездные матчи против других 9 команд). Команда, набравшая наибольшая количество очков, становится чемпионом. Два лучших клуба по итогам каждого сезона получают право на участие в Клубном чемпионате Карибского футбольного союза, два худших выбывают в Первый дивизион.

## Чемпионы
Список победителей:
- 1965 : Spartans Sports Club (Laudat)
- 1966 : Domfruit Rovers (Newtown)
- 1967 : Domfruit Rovers (Newtown)
- 1968 : неизвестно
- 1969 : Spartans Sports Club (Laudat)
- 1970 : Harlem Rovers (Newtown)
- 1971 : неизвестно
- 1972 : Harlem Rovers (Newtown)
- 1973 : Harlem Rovers (Newtown)
- 1974 : Harlem Rovers (Newtown)
- 1975 : не проводился
- 1976 : Kensborough United (Roseau)
- 1977 : Kensborough United (Roseau)
- 1978 : Kensborough United (Roseau)
- 1979 : Spartans Sports Club (Laudat)
- 1980 : неизвестно
- 1981 : Harlem Bombers (Newtown)
- 1982 : неизвестно
- 1983 : Harlem Bombers (Newtown)
- 1984 : неизвестно
- 1985 : Antilles Kensborough (Roseau) & Harlem Bombers (Newtown) (shared)
- 1986–88 : неизвестно
- 1989 : Harlem Bombers (Newtown)
- 1990 : неизвестно
- 1991 : C&M Motors Potters (Roseau)
- 1992 : Harlem Bombers (Newtown)
- 1993 : Harlem Bombers (Newtown)
- 1994 : Harlem Bombers (Newtown)
- 1995 : Harlem Bombers (Newtown)
- 1996 : Black Rocks (Roseau)
- 1997 : Harlem Bombers (Newtown)
- 1998 : ACS Zebbians (Goodwill)
- 1999 : Harlem Bombers (Newtown)
- 2000 : Harlem Bombers (Newtown)
- 2001 : Harlem Bombers (Newtown)
- 2002 : Kubuli All Stars (Saint Joseph)
- 2003 : Harlem United (Newtown)
- 2004 : Harlem United (Newtown)
- 2005 : Dublanc Strikers (Dublanc)
- 2006 : Harlem United (Newtown)
- 2007 : Sagicor South East United (La Plaine)
- 2008 : Centre Bath Estate (Roseau)
- 2009 : Centre Bath Estate (Roseau)
- 2010 : Centre Bath Estate (Roseau)
- 2011–12 : Harlem United (Newtown)
- 2012–13 : Centre Bath Estate (Roseau)
- 2013–14 : Northern Bombers (Portsmouth)
- 2014–15 : Exodus (Saint Joseph)
- 2015–16 : Dublanc (Dublanc)
- 2016–17 : Dublanc (Dublanc)